# Saint-Usage, Côte-d'Or
Saint-Usage este o comună în departamentul Côte-d'Or, Franța. În 2009 avea o populație de 1,150 de locuitori.

## Evoluția populației
| An        | 1975 | 1982  | 1990  | 1999 | 2006  | 2009  |
| --------- | ---- | ----- | ----- | ---- | ----- | ----- |
| Populație | 938  | 1,086 | 1,007 | 994  | 1,068 | 1,150 |